# اشتباكات غزة وإسرائيل (مارس 2010)
اشتباكات غزة عام 2010 كانت اشتباكات عسكرية في قطاع غزة بين قوات الاحتلال الإسرائيلية والجماعات الفلسطينية المسلحة، جرت خلال شهر مارس 2010.

## خلفية
تصاعدت التوترات بين إسرائيل وحركة حماس بعد الحرب على غزة 2008، على الرغم من انتهاء القتال بعد توقيع وقف إطلاق النار. ولم تقع حوادث مسلحة خطيرة قبل هذه الاشتباكات. ومع ذلك، تصاعدت التوترات، خاصة مع اشتباه الموساد باغتيال قائد حماس محمود المبحوح في دبي، وقتل صاروخ أطلق من غزة عامل مزرعة تايلاندي يعمل في حقل إسرائيلي. كما استمر الحصار البحري الإسرائيلي المفروض على غزة، بينما استمر إطلاق الصواريخ على المدن والبلدات الإسرائيلية.

## الاشتباكات
بدأ القتال في 26 مارس 2010 عندما دخل فريق من جنود الاحتلال الإسرائيلي مسافة خمسمائة متر داخل قطاع غزة. كان الجنود من لواء جولاني، ودخلوا بعد أن وضع عدة رجال ما يبدو أنها متفجرات على السياج الحدودي. ثم هاجم مسلحون الجنود بقذائف الهاون والنيران وعبوة ناسفة. قُتل جنديان إسرائيليان، الرائد إليراز بيريتس من إيلي، والرقيب أولان سفياتكوفسكي من ريشون لتسيون، عندما أصيبت قنبلة يدوية على سترة جندي وانفجرت. ورد الجنود الإسرائيليون على النيران وقتلوا اثنين من المقاومين. كما أطلقت وحدة أخرى من الاحتلال الإسرائيلي النار على مجموعة منفصلة من المقاومين كانوا يزرعون متفجرات على طول الحدود، مما أدى إلى إصابة اثنين. في 27 مارس، دخلت القوات الإسرائيلية مدعومة بالدبابات والمدرعات والمروحيات وقذائف الهاون غزة ردا على ذلك واشتبكت مع مقاتلين فلسطينيين. وأفادت مصادر فلسطينية أن خمس دبابات وجرافتين مدرعتين إسرائيليتين توغلت في غزة وأطلقت قذائف على أهداف قرب خان يونس قبل الانسحاب. وأكد ناطق إسرائيلي أن الجرافات الإسرائيلية استخدمت لهدم البنى التحتية التي يستخدمها المسلحون. قُتِل فلسطينيّ مسلح في غارة جوية إسرائيلية خلال القتال. وذكرت مصادر طبية فلسطينية أن مدنيا فلسطينيا استشهد وأصيب اثنا عشر بجروح.

## ما بعد الاشتباكات
أعلنت كل من كتائب الشهيد عز الدين القسام الذراع العسكري لحركة حماس، وسرايا القدس الجناح العسكري لحركة الجهاد الإسلامي، وكتائب شهداء الأقصىالتابعة لحركة فتح، تصديها لمحاولة التوغل واشتباكها مع القوة الإسرائيلية.
وأعرب رئيس الوزراء الإسرائيلي بنيامين نتنياهو عن تعازيه لأسر القتلى والجرحى، فيما ادعى متحدث باسم حماس مقتل الجنديين انتقاما لمحمود المبحوح.
ولاحظ الاحتلال الإسرائيلي أن الجنديين اللذين قُتلا أثناء القتال قتلا نتيجة إصابة قنبلة يدوية واحدة كانت في أحد السترات التي كان يرتديها الجنود وانفجرت نتيجة لذلك. طور المهندسون الإسرائيليون في وقت لاحق نسخة مطورة من قنبلة ام26، مصممة بحيث لا تنفجر عند اصطدامها برصاصة.

## روابط خارجية
- IDF tanks leave Gaza after clashes
- 2 Israeli soldiers, 1 Palestinian killed in Gaza
- Learning from tragedy, IDF Develops Safer Hand Grenade